# طال سميث
طال سميث (بالإنجليزية: Tal Smith)‏ هو عسكري أمريكي، ولد في 27 سبتمبر 1933.